# コロワイド
株式会社コロワイド（英: COLOWIDE Co., Ltd.）は、神奈川県横浜市西区に本社を置く、外食産業を中心に展開する複数の事業会社を統括する持株会社。東証プライム上場。

## 概要
神奈川県逗子市にあった甘味処を改装し、1977年（昭和52年）に炉端焼き居酒屋「手作り居酒屋 甘太郎」として開業したのが始まり。長年にわたって関東地方を中心に居酒屋事業を展開してきたが、2000年代に入り経営不振に陥った外食企業を特定目的会社（SPC）を設立して事業譲受し傘下に収めるという手法でのM&Aにより事業範囲を急速に拡大している。社名の「コロワイド」（COLOWIDE）は人が生きていくうえで大切な4つの要素である、勇気（Courage）・愛（Love）・知恵（Wisdom）・決断（Decision）の頭文字を取ったものだとしている。
2004年に事業部門を分社化し、現在は傘下に収めた主力3社（アトム、レインズインターナショナル、カッパ・クリエイト）を含めた事業会社を統括している。

### コロワイドMD
株式会社コロワイドMDは、マーチャンダイジングを統括し、セントラルキッチンを運営する事業会社。2004年10月に持株会社化（事業部門の地域分社化）の際にセントラルキッチン部門を担う「コロワイドCK」として設立され、2007年にマーチャンダイジング部門を承継して現商号に社名変更。2015年に東日本地区の事業会社「コロワイド東日本」と合併してコロワイドグループの関東・近畿地区での地域事業会社となったが、2019年に飲食事業をレインズインターナショナルに継承した。
子会社の株式会社ダブリューピィージャパンが、ウルフギャング・パックプロデュースのレストラン（アメリカンダイナー）「ウルフギャング・パック・カフェ」を運営している。
かつての事業
- オーガニックレストラン 濱町 - レストランチェーン。元々は平成フードサービスが展開していた店舗。
- うまいものいっぱい いろはにほへと - 居酒屋チェーン。元々はドリームフード→アド・イン・プラが展開していた店舗。現在はアトムが主に運営。

## 歴史
- 1963年（昭和38年）4月19日 - 神奈川県逗子市にて甘味処「甘太郎食堂」を創業。

- 1977年（昭和52年）10月 - 手作り居酒屋「甘太郎」逗子店を開店。
- 1986年（昭和61年）11月 - 本社を藤沢市に移転。逗子市に食品加工工場を設置。
- 1994年（平成6年）
  - 4月 - 「甘太郎」蒲田店、「デイ・トリッパー」蒲田店を同時開店、東京進出。
  - 9月 - 社名を株式会社コロワイドに変更。
  - 10月 - 逗子工場を閉鎖し、鎌倉市に400坪の鎌倉キッチンセンターを新設。中央配送センターの強化およびセントラルキッチンの本格稼動開始。
- 1997年（平成9年）
  - 7月 - 大阪キッチンセンターを設置。
  - 11月 - 浦和キッチンセンターを設置。
- 1999年（平成11年）10月 - 株式を店頭公開。
- 2000年（平成12年）
  - 1月 - 本社を横浜市に移転。新食生活 手作り居酒屋「甘太郎J」を五反田に開店。
  - 10月 - 株式を東京証券取引所第二部に上場。
- 2002年（平成14年）
  - 1月 - 平成フードサービスを連結子会社化。
  - 8月 - ダブリューピィージャパンを連結子会社化。
  - 9月 - 株式を東京証券取引所第一部に上場。
  - 12月 - 明治製菓リテイルを連結子会社化し、アド・イン・プラに商号変更。
- 2003年（平成15年）
  - 3月 - アド・イン・プラがドリームフードより27営業全店舗の営業を譲受。
  - 6月 - 札幌キッチンセンターを設置。
  - 7月 - 平成フードサービス、アド・イン・プラの2社の運営店舗を譲受。平成フードサービスを清算。
- 2004年（平成16年）
  - 3月 - 贔屓屋を連結子会社化。
  - 8月 - ユメキタスリンクより北海道地区14店舗の営業譲受。
  - 10月 - 持株会社制に移行し、営業部門を地域子会社のコロワイド東日本、コロワイド西日本（贔屓屋の社名変更）、コロワイド北海道及びセントラルキッチン部門のコロワイドCKに分割。アムゼを連結子会社化。
- 2005年（平成17年）
  - 6月 - がんこ炎を連結子会社化。
  - 10月 - アトムを連結子会社化。ワールドピーコムを連結子会社化。岐阜キッチンセンターを設置。
- 2006年（平成18年）
  - 2月 - 八丁堀キッチンセンターを設置。
  - 7月 - 宮を連結子会社化。
  - 8月 - 本社をランドマークタワーに移転。
  - 10月 - アトムががんこ炎を吸収合併。
- 2007年（平成19年）
  - 2月 - コロワイドCKからコロワイドMDに社名変更。
  - 3月 - 宮がアムゼを吸収合併。宮の社名をジクトに変更。
  - 11月 - 宇都宮キッチンセンターを設置。
- 2008年（平成20年）6月 - コロワイド東日本がコロワイド北海道を吸収合併。
- 2009年（平成21年）3月 - コロワイド東日本がコロワイド西日本及びビーライン（旧・アド・イン・プラ）を吸収合併。また、アトムがジクトを吸収合併。事業会社を2社に事実上集約した上で、アトムを2本社体制とし、それぞれのカンパニー本拠地とする。
- 2012年（平成24年）10月 - レックス・ホールディングスを連結子会社化。
- 2014年（平成26年）
  - 10月27日 - 傘下の特別目的会社を通じてカッパ・クリエイトホールディングスの株式公開買い付けを発表[4][5]。
  - 12月 - 完全子会社（特別目的会社）であるSPCカッパが、株式公開買付けと第三者割当増資引受けで、カッパ・クリエイトホールディングスの過半数の株式を取得し子会社とする[6]。
- 2015年（平成27年）4月 - コロワイドMDがコロワイド東日本を吸収合併。
- 2020年（令和2年）9月 - 大戸屋ホールディングスを連結子会社化。
- 2021年（令和3年）9月 - 資本金を279億5百万円に増資
- 2022年（令和4年）
  - 3月 - レインズインターナショナルが、レインズ北海道（旧・アトム北海道）を吸収合併。アトムが保有するエムワイフーズの全株式を、コロワイドMDへ譲渡。
  - 6月 - コロワイドMDがバンノウ水産を吸収合併。コロワイドMDが保有するWORITSの全株式を、コロワイドへ譲渡。

## 歴代社長
| 代 | 氏名     | 期間                  | 備考                     |
| -- | -------- | --------------------- | ------------------------ |
|    | 蔵人金男 | 1983年3月 - 2002年1月 | 創業家。事実上の創業者。 |
|    | 渡辺順寛 | 2002年1月 - 2007年2月 |                          |
|    | 蔵人金男 | 2007年2月 - 2012年4月 | 会長兼社長               |
|    | 野尻公平 | 2012年4月 -           |                          |

## 事件・不祥事

### 社内報がSNSで拡散し炎上
2017年（平成29年）2月、コロワイドの広報冊子に蔵人金男会長が書いた文章が掲載された。しかし、その文中に「コロワイドが、レインズを買収して5年。未だに挨拶すら出来ない馬鹿が多すぎる」から始まり、「個人的に張り倒した輩が何人もいる」「生殺与奪の権は、私が握っている」等とあったことから、SNSなどインターネット上で拡散され炎上した。この文章はコロワイドのビジネス・商売の基本となる考え方として掲載されたものだが、同社は「（一部を切り取られて）本来の意図が伝わらなかった」として、同社ウェブサイト上で全文を公開した。

### M資金詐欺被害
2021年（令和3年）3月25日、巨額の秘密資金をうたった架空の「M資金」をめぐり、同社の蔵人金男会長から約32億円を詐取したとして、詐欺罪に問われた被告の初公判が横浜地裁で行われた。
起訴状によると、被告は太平洋戦争の戦勝国が管理している2800億円の資金を提供するとして、申請費用や現金の輸送代、保管する倉庫代などの名目で、2017年9月～18年9月、同社の蔵人金男会長から計約32億円をだまし取ったとされる。
この公判についての傍聴記を、M資金情勢に精通しているジャーナリストの佐藤昇が長期連載報道している。

### はま寿司からの売上データ不正持ち出し事件
2023年12月27日、はま寿司（コロワイドの同業他社であるゼンショーホールディングス傘下）は、2020年に発生した、元カッパ・クリエイト社長の田邊公己（元ゼンショーHD幹部）がはま寿司の商品原価データなどの営業秘密を不正に取得していた問題を調査している過程で、カッパ・クリエイトと同じコロワイドグループであるコロワイドMDにもはま寿司から持ち出されたデータが開示されていたことが判明したとして、損害賠償などを求めて東京地方裁判所に提訴したことを発表した。	

## グループ会社
- アトム（東証スタンダード・名証メイン） - コロワイドグループの東北・北関東・東海・北陸地区での地域事業会社で、回転寿司「にぎりの徳兵衛」、とんかつ店「かつ時」等を運営。本社は神奈川県横浜市。2005年にコロワイド傘下に。
  - ジクト - ステーキレストラン「ステーキ宮」の運営。1978年に栃木県宇都宮市にて設立、2006年にコロワイド傘下に。2009年にアトムに吸収合併。合併直後は社内カンパニー制を敷いたが、2011年に廃止され法人・社内カンパニーとしては現存せず。
  - アムゼ - カラオケボックス「時遊館」、郊外型居酒屋「寧々家」の運営。1973年に宮城県仙台市にて設立、2004年にコロワイド傘下に。2007年にジクトに吸収合併され法人としては現存せず。
- コロワイドMD
  - ダブリューピィージャパン - アメリカンダイナー「ウルフギャング・パック・カフェ」の運営。
  - ワールドピーコム - オーダータブレットの製造販売。
  - バンノウ水産 - 水産会社（マグロ卸・直売）。2008年に静岡県静岡市清水区（清水港）の株式会社番能水産から事業譲受。
- カッパ・クリエイト（東証プライム） - 回転寿司「かっぱ寿司」の運営。特別目的会社SPCカッパを通じた間接出資。
- レインズインターナショナル - 焼肉店「牛角」などの運営。特別目的会社レックスを通じた間接出資。
  - フレッシュネス - ハンバーガーチェーン「フレッシュネスバーガー」の運営。2016年にユニマットグループから事業譲受し、コロワイド傘下に。
  - アトム北海道 - コロワイドグループの北海道地区での地域事業会社で、居酒屋チェーン「いろはにほへと」等を運営。2013年にコロワイドの事業会社「コロワイド東日本」の北海道事業を譲受するためにコロワイド東日本の新設分割により設立、直後にアトム傘下に。2020年3月、株式譲渡によりレインズインターナショナル傘下に。
- 大戸屋ホールディングス（東証スタンダード） - 定食屋「大戸屋ごはん処」の運営。
- シルスマリア - 洋菓子店の運営。
- フードテーブル - 新業態開発、既存業態のリブランド・運営。
- ダイニング・クリエイション - 創業地の神奈川県逗子市でカフェ「なぎさ橋珈琲」を運営。
- ココット - 事務センターとして運営。